# Matthias Imhof
Matthias Imhof (* 25. Mai 1968) ist ein ehemaliger deutscher Fußballspieler. Nach dem Karriereende war er als Fußballfunktionär tätig.

## Sportlicher Werdegang

### Spielerkarriere
Imhof kam über die Jugendstationen Elsava Elsenfeld und Kickers Offenbach zu Viktoria Aschaffenburg. Bei Aschaffenburg schaffte er den Sprung ins Profiteam der 2. Bundesliga. Unter Trainer Lothar Buchmann gab Imhof sein Debüt am 33. Spieltag der Saison 1986/87, als er gegen den 1. FC Saarbrücken eingewechselt wurde. In allen anderen Spielen der Saison war er beteiligt, doch auch er konnte den Abstieg nicht verhindern. In der Folgesaison glückte der sofortige Wiederaufstieg. Imhof gehörte mittlerweile zum Stammpersonal bei Aschaffenburg. In der folgenden Spielzeit in der 2. Bundesliga machte er 29 Spiele und stieg zum zweiten Mal mit Aschaffenburg ab. Imhof blieb in der Liga und wechselte zu den Stuttgarter Kickers. Mit den Kickers gelang ihm mit seinen Mitspielern, wie Stefan Brasas und Marcus Marin der Aufstieg in die Bundesliga. Nach einem dritten Platz im Ligabetrieb hinter den Ruhrgebietsvereinen MSV Duisburg und FC Schalke 04 waren Relegationsspiele gegen den FC St. Pauli um den Aufstieg notwendig. Das Hin- sowie das Rückspiel endeten 1:1, so dass ein Entscheidungsspiel auf neutralem Platz, im Gelsenkirchener Parkstadion die Entscheidung brachte. Imhof, der in allen drei Spielen 270 Minuten spielte, gewann mit seinen Mitspielern 3:1. Nach Imhofs erster Bundesligasaison folgte der sofortige Abstieg. Er blieb noch ein Jahr in Stuttgart, dann wechselte er zum Ligarivalen TSV 1860 München, der soeben in die 2. Bundesliga aufgestiegen war. Mit den Löwen, an der Seite von Armin Störzenhofecker und Bernhard Trares schaffte er den Durchmarsch und damit seinen zweiten Aufstieg in die Bundesliga. Ein weiteres Bundesligaspiel blieb Imhof auf Grund eines Knorpelschadens im Knie verwehrt.

### Sportfunktionärstätigkeit
Seit dem Frühjahr 2019 war Imhof zunächst beratend und dann später als Sportdirektor und Geschäftsführer für den SK Austria Klagenfurt tätig, ehe er im Sommer 2023 das Amt des Sportdirektors beim in die dritte Liga abgestiegenen SV Sandhausen übernahm. Nach durchwachsenen Ergebnissen im Spätherbst 2024 löste der Klub mit ihm wenige Tage nach einer 4:6-Heimniederlage gegen den FC Erzgebirge Aue vorzeitig das Vertragsverhältnis, interimistisch übernahm der kurz zuvor als Teammanager verpflichtete Bernd Nehrig seine Aufgaben.